# Kenneth C. Griffin

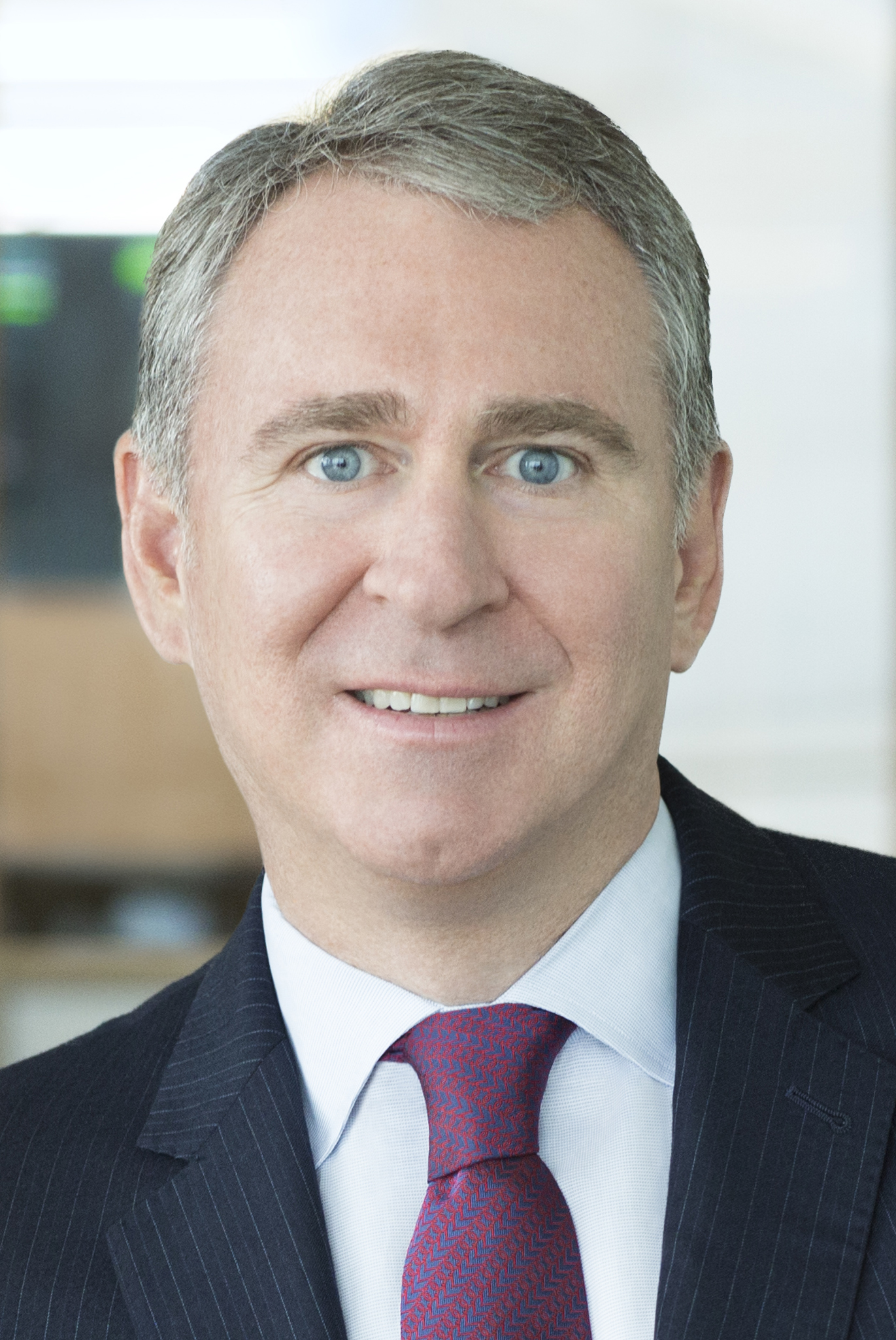
Kenneth C. Griffin

Kenneth Cordele Griffin (* 15. Oktober 1968 in  Daytona Beach, Florida) ist ein US-amerikanischer Hedgefonds-Manager und Chief Executive Officer (CEO) des Finanzdienstleisters Citadel LLC. Laut Forbes lag sein Privatvermögen im Jahr 2024 bei 43 Milliarden US-Dollar. Griffin ist auch Kunstsammler.

## Leben
Griffin studierte an der Harvard University Wirtschaftswissenschaften (Abschluss 1989). Er gründete das Hedgefondsunternehmen Citadel, dessen alleiniger Vorsitzender er ist.
Griffin war mit der französischen Managerin Anne Dias-Griffin verheiratet, hat 3 Kinder und wohnt in Chicago. Nach Angaben des US-amerikanischen Forbes Magazine gehört Griffin zu den reichsten US-Amerikanern und ist in The World’s Billionaires gelistet.
Im Juni 2015 nahm er an der 63. Bilderberg-Konferenz in Telfs-Buchen in Österreich teil.

## Vermögen
Kenneth C. Griffin ist Multi-Milliardär. Auf der Forbes-Liste 2022 wird sein Vermögen mit ca. 27,2 Milliarden US-Dollar angegeben. Damit belegt er Platz 53 auf der Forbes-Liste der reichsten Menschen der Welt.